# Liste der Bodendenkmale in Markkleeberg
In der Liste der Bodendenkmale in Markkleeberg sind die Bodendenkmale der Stadt Markkleeberg und ihrer Ortsteile nach dem Stand der Auflistung von Klaus Kroitzsch und Harald Quietzsch aus dem Jahr 1984 aufgelistet. Eventuelle Änderungen und Ergänzungen, insbesondere aus der Zeit nach der Wende, sind nicht berücksichtigt, da für Sachsen aktuell keine neueren allgemein zugänglichen Bodendenkmallisten vorliegen. Die Baudenkmale sind in der Liste der Kulturdenkmale in Markkleeberg aufgeführt.
| Denkmal-ID | Fundart            | Ortsteil         | Bezeichnung | Zeitstellung | Lage                                                              | Bemerkungen                                                                                                  | Bild |
| ---------- | ------------------ | ---------------- | ----------- | ------------ | ----------------------------------------------------------------- | --- | ---- |
| ?          | Befestigung > Burg | Markkleeberg-Ost | Wasserburg  | Mittelalter  | westlicher Ortsrand, Bereich des ehemaligen Guts, Pleißeniederung | befestigter Hof, rechteckiger Graben teilweise erhalten, Schutz seit 26. August 1938, erneuert 10. Juni 1958 |      |